# Котурницкий, Павел Васильевич
Павел Васильевич Котурницкий (1844—1913) — российский педагог, заслуженный профессор Петербургского Технологического института.

## Биография
Родился в 1844 году в семье коллежского советника, окончившего в 1833 году историко-филологический факультет Петербургского университета.
Окончил в 1863 году 5-ю Санкт-Петербургскую гимназию, а в 1872 году — механическое отделение Технологического института. В 1873 году стал преподавать в Технологическом институте механическое проектирование, а с 1876 года читал лекции по кинематике. Также он преподавал в ремесленном училище цесаревича Николая.
В 1883 году Котурницкий стал читать в Технологическом институте (после И. А. Вышнеградского) лекции по устройству паровых машин и по термодинамике. С 1887 года — адъюнкт-профессор, с 1888 года — профессор, с 1898 года — заслуженный профессор Технологического института. В течение многих лет он был в институте председателем библиотечной комиссии и председателем дисциплинарного профессорского суда.
С 1 апреля 1889 года Котурницкий был членом особого отдела Учёного комитета Министерства народного просвещения по техническому и профессиональному образованию. С 1 января 1895 года — действительный статский советник.
Состоял членом физического отделения Русского физико-химического общества.
Научные труды Котурницкого печатались в «Вестнике Общества технологов», первым редактором которого он состоял в течение многих лет (с 1896 по 1913 г.), в «Известиях Технологического института», в «журнале Русского физико-химического общества». Главный труд П. В. Котурницкого — «Квинкункс и его применение в естествознании и ткацком деле» (1883).
Умер 3 (16) июля 1913 года на станции Сиверская.